# Kuchary (województwo małopolskie)
Kuchary – wieś w Polsce położona w województwie małopolskim, w powiecie proszowickim, w gminie Nowe Brzesko.
W latach 1975–1998 miejscowość administracyjnie należała do województwa krakowskiego.

## Historia
W czasie okupacji niemieckiej mieszkająca we wsi rodzina Osików udzieliła pomocy Żydom Mosze Palarzowi, Rozalii Hajman z d. Pióro oraz Edwardzie, Genowefie, Balbinie i Herykowi Pióro. W 1998 roku Instytut Jad Waszem podjął decyzję o przyznaniu Stanisławowi i Katarzynie Osika tytułu Sprawiedliwych wśród Narodów Świata. W 2004 roku tytuł otrzymał również Stanisław Osika, syn Stanisława i Katarzyny.
W czasie I wojny światowej w miejscowości doszło do walk nadgranicznych między armią carską a austro-węgierską. W dniu 2 sierpnia 1914 r. zostały zajęte przez wojska austro-węgierskie miejscowości nadgraniczne, znajdujące się na północ od Wisły. Potyczki trwały do 4 sierpnia. Zza rzeki Szreniawy artyleria rosyjska ostrzeliwała okoliczne wzgórza zajęte przez oddziały austro-węgierskie. W tym okresie zostały uszkodzone bądź też zniszczone liczne zabudowania wiejskie, jak również duża liczba kościołów, ponieważ górujące nad okolicą wieże służyły jako punkt, na który nakierowywano artylerię. Artyleria austro-węgierska ostrzeliwała natomiast miejscowości położone za rzeką Szreniawą. Walki trwały kilka dni, piechota rosyjska bezskutecznie podejmowała próby wyparcia jednostek austriackich za Wisłę. Artyleria cesarska przykryła ogniem większość miejscowości znajdujących się na północ od Wisły. Ogień był kierowany na miejscowości: Igołomia, Wawrzeńczyce, Wierzbno, Gruszów, Kowala, Hebdów, Kuchary, Śmiłowice. Rosjanie umocnili się na linii rzeki Szreniawy, broniąc się przed napierającymi wojskami wroga. W pasie nadgranicznym, w rejonie miejscowości Nowe Brzesko, Hebdów, Sierosławice, Jaksice, Sokołowice przebywały jedynie niewielkie oddziały rozpoznawcze.
W sierpniu 1944 r. na tereny Kuchar sprowadzono funkcjonariuszy z Organizacji Todt. Od sierpnia 1944 r. do stycznia 1945 r. trwały prace przy budowie systemu umocnień zwanych OKH Stellung a2. Do prac pod nadzorem Niemców wykorzystywano okoliczną ludność. Do dziś zachowały się linie okopów. 
W styczniu 1945 r. w Kucharach trwały walki o przełamanie linii niemieckich. Wojska Armii Czerwonej kierowały natarcie z kierunku Bobina. Po dwudniowych walkach wojska niemieckie wycofały się w kierunku zachodnim. Podczas walk zginęło kilkudziesięciu żołnierzy Armii Czerwonej, których pochowano obok mostu na rzece Szreniawie oraz obok szkoły. W wyniku akcji ekshumacyjnej szczątki ekshumowano i przeniesiono na cmentarz zbiorczy Armii Czerwonej do Proszowic.